# Rio Băiașu
O Rio Băiaşu é um rio da Romênia afluente do rio Olt, localizado no distrito de Vâlcea.